# First European Air Traffic Controller Selection Test
 (septembre 2016).
Si vous disposez d'ouvrages ou d'articles de référence ou si vous connaissez des sites web de qualité traitant du thème abordé ici, merci de compléter l'article en donnant les références utiles à sa vérifiabilité et en les liant à la section « Notes et références ».
La première batterie européenne de tests de sélection des contrôleurs de la circulation aérienne (en anglais : First European Air Traffic Controller Selection Test - FEAST) est un outil qui permet aux ANSP (prestataires de services de navigation aérienne) de cerner les candidats les plus aptes au poste de contrôleur aérien.
L'outil FEAST a été développé et mis à disposition par (Eurocontrol), l'Organisation européenne pour la sécurité de la navigation aérienne.
Il est actuellement utilisé par 44 organisations, à savoir :
- les prestataires de services de navigation aérienne civils et militaires,
- les écoles supérieures et instituts de formation universitaire agréés dans le domaine du contrôle de la circulation aérienne.

## Contenu
Presque toutes les parties du test FEAST sont composées de questions à choix multiples. Mais attention, il y a très peu de différence entre chaque réponse proposée, ce qui accentue la difficulté et le stress. Chaque série de test est chronométrée, le temps passe très vite, le candidat n'a pas le temps de réfléchir, juste d'agir le plus logiquement en essayant de ne pas paniquer. D'autant plus que le chronomètre se met en marche dès que la série est lancée, c'est-à-dire lorsque les consignes s'affichent. Cela permet de savoir si le candidat est capable d'assimiler des consignes très rapidement et de les appliquer. En ce moment[Quand ?], le test FEAST se présente ainsi :
- Dans un repère quadrillé, on voit des avions représentés par des points. Horizontal, c'est A, B, C, D, E et vertical, c'est 1, 2, 3, 4, 5. Par exemple le point C3 est le point d'intersection entre la ligne C et de la ligne 3. Le côté d'un carré vaut 10. Il y a également une unité de longueur pour les diagonales. Les directions sont, comme dans un cercle, 45°, 90°, 135°, 180°, 225°, 270°, 315° et 360°, ou 0°. Selon le problème proposé, on doit donner la distance entre un avion et un point donné (on doit surtout estimer), ou alors on doit dire si l'avion doit tourner à gauche ou à droite et vers quelle direction (en degrés), pour voler au plus court au point donné. Il y a beaucoup de points et on doit trouver les avions et les points nécessaires relativement vite. En effet, un chronomètre se met en route dès que l'on lance la consigne. Il faut donc prendre en compte la lecture et l'assimilation des consignes qui contient des règles assez précises dans le temps qui s'écoule...
- Test de réaction : Ce test consiste à tester la vitesse de réaction et la gestion du stress face à une collision imminente : Sur l'écran nous avons une ligne fixe, et un point mouvant. Cet écran est l'écran no 1. Quand le point entre en collision avec la ligne, il faut taper 1 sur le clavier numérique. Ensuite un écran numéro 2 s'affiche, toujours sur le même principe; on appuie sur 2 quand le point touche la ligne. Et ce sachant que le point de l'écran No 1 est toujours en mouvement. Finalement, on doit se concentrer sur 4 écrans, donc 4 collisions. De plus les points volent à des vitesses différentes et les lignes sont placées également différemment.
- Test d'anglais : En Anglais, on écoute un nombre de 5-8 chiffres, parfois avec une virgule. On doit se souvenir de ce nombre. Ensuite quatre phrases plus ou moins longues nous sont proposées avec un nombre dans chacune d'elles. On doit retrouver le nombre du début par choix multiples. Mais les nombres proposés dans les phrases sont très peu différents les uns des autres, ce qui accentue la difficulté.

Cette partie était modifiée: On écoute une conversation d´un coup de téléphone: Quelqu´un fait un ordre pour acheter un billet. C´est important de réfléchir les dates et le temps, qui sont souvent changées. Les questions s´agissent du premier et du deuxième ordre.
- Le deuxième test d'anglais est divisé en trois parties : Dans la partie 1, on écoute une phrase, qui est interrompue par un beep-son. Par choix multiple, on doit choisir le mot qui correspond au mieux avec le contexte de la phrase. La partie numéro 2 est la compréhension générale: on écoute quelques histoires assez longues en anglais. Puis des questions sont posées sur le contenu de l'histoire. Par exemple, dans une histoire il s'agit du danger d'une collision entre un véhicule et un avion qui se trouvent sur une même piste car un contrôleur a donné de fausses instructions. La collision est évitée de peu mais le contrôleur ainsi que l'automobiliste ont eu un choc. Il faut une aide médicale pour l'automobiliste. Dans une autre histoire, il s'agit de problèmes avec des oiseaux qui nichent près des pistes. Les œufs des oiseaux sont remplacés avec des œufs artificiels par des protecteurs pour des animaux. Mais les questions posées portent assez souvent sur des détails de l'histoire. Par exemple : pourquoi les oiseaux nichent-il sur les voies ? car il y a de la lumière ? car il y a du bruit ? car il y a de la nourriture ?... alors que le problème principal est le danger de ces nidations... La partie numéro 3 consiste seulement à comprendre la logique d'une phrase. Par exemple, on entend que quelqu'un a payé des dettes à 5 crédits de 20 dollars ; l'énonciation « il a payé 20 dollars » est, bien sûr incorrecte ; la réponse correcte serait « il a payé 100 dollars ».

Aussi cette partie était modifiée: On lit un texte, qui s´agit de la relation des entreprises et des médias et du journalisme.
- Test d'approche. Dans cette partie du FEAST, on doit faire un pilotage des avions sur la piste d'atterrissage. C'est-à-dire que l'on a plusieurs avions qui doivent atterrir sur plusieurs pistes. On a la vitesse des avions ainsi que leur distance. On doit choisir quel avion atterri en priorité et sur quelle piste. Cependant, il est possible que des pistes d'atterrissage soient fermées. Une flèche sur chaque piste d'atterrissage indique dans quel sens l'avion doit atterrir. Toutes les pistes s'entrecroisant, il faut également prendre en compte les facteurs au sol (voitures d'entretien et avions en décollage) afin d'éviter toute collision. En général, la règle est: les avions rapides avant des avions lents (pas forcément les avions volant bas, même s'ils sont plus près de la piste d'atterrissage). Mais attention, des messages en bas de l'écran peuvent parfois indiquer l'interdiction pour des avions volant à une certaine vitesse d'atterrir en priorité... Ce test est très limité dans le temps et les écrans changent tout seuls environ toutes les 10 secondes. Ensemble ce sont 24 exercices.
- Test de réaction : Pendant ce test, qui dure très longtemps, on doit classer des objets. En bas de l'écran on voit des boutons avec des objets (cercle, carré, triangle, losange). En haut de l'écran, on a deux fenêtres dans lesquelles ces mêmes formes apparaissent à tour de rôle. On a 1-2 secondes pour classer l'objet qui apparaît dans l'écran de gauche dans les catégories au bas de l'écran. Quelquefois, on doit classer ces objets par couleur et non plus par forme. D'autres fois, un message paraît et demande de classer cet objet différemment (par exemple, un cercle doit être classé comme un triangle, ou bien un cercle rouge doit être classé dans les triangles). Dans la fenêtre de droite paraissent également des objets. Si ces deux objets sont identiques, on doit cliquer sur same, indépendamment de la couleur, du message, ou de toute autre consigne contraire. La deuxième partie est presque identique, sauf qu'il s'agit de nombres qu'on doit trier. Par exemple le nombre 48 est dans la catégorie 0-99 ; mais ici aussi, l'exercice change toutes les 1-2 secondes et des consignes s'ajoutent. Par exemple, si la somme des chiffres vaut plus que..., on doit classer ce nombre dans telle catégorie, ou si dans ce nombre le chiffre 2 apparaît, triez comme ça, ou encore si ce nombre est pair classer dans telle catégorie, etc. Ici aussi, à droite du nombre donné, il y a un autre nombre. Si ces nombres sont les mêmes, on doit cliquer sur same, également indépendamment du nombre lui-même, ou du message.
- Test des cubes, ou contrôle l'imagination spatiale de l'aspirant. Le dessin d'un patron de cube est donné, avec des flèches dessinées dans certains carrés du patron. On doit recomposer ce dessin dans sa tête - et comparer avec deux propositions d'un cube tridimensionnel ayant des flèches dessinées sur les flancs. Mais les cubes reconstitués ne sont pas forcément dans le même sens que le patron, et les patrons sont de formes très multiples bien que ce soit toujours d'un cube dont il s'agit. La troisième possibilité, c'est qu'aucune des deux images des cubes données ne corresponde avec le cube recomposé. On dispose de 25 minutes pour 36 cubes, plus la consigne et les exemples. La première partie du FEAST Test se termine ici.
- Le dernier test, dont on doit apprendre soi-même en 90 minutes la description et l'explication, consiste en des conflits locaux et opposites, que l'on doit trouver. Pour plus d'information, voir l'article conflit aérien.

Entre-temps le dernier part de FEAST n´est plus actuel. Au lieu de cela, Eurocontrol a fait un autre test, le DART test, qui est une simulation de radar.

## Structure
La batterie de tests FEAST se compose de trois volets :
- FEAST I - une série de tests cognitifs et un test de connaissance de l'anglais ;
- FEAST II - deux tests portant sur des tâches témoins dans le domaine de l'ATC ;
- FEAST III - un questionnaire de personnalité.

Les tests sont administrés selon une procédure normalisée et tous les résultats sont générés par ordinateur, afin de garantir l'objectivité du processus. Le premier volet de FEAST a pour objectif d'évaluer les compétences et les aptitudes de base à la prise de décision, au raisonnement logique, à la perception visuelle, à l'attention, à l'exécution de tâches multiples et à l'orientation spatiale. Ce volet comprend également un test de connaissance de l'anglais. FEAST I se compose exclusivement de questions à choix multiples. Une fois que le candidat a réussi les tests FEAST I, il / elle peut être invité(e) à passer la deuxième série de tests. Dans ce deuxième volet , il / elle passera un ou deux tests portant sur des tâches témoins :
- le FEAST « Dynamic ATC Radar test » (FEAST DART),
- et, éventuellement, le test FEAST MULTI-PASS.

Ces tests visent à évaluer l'aptitude à gérer des tâches multiples. Dans ces tests plus complexes, les candidats doivent exécuter simultanément une série de tâches différentes comme dans le métier de contrôleur de la circulation aérienne. Le troisième volet de FEAST consiste à évaluer les traits de personnalité et les tendances comportementales. La teneur exacte de ce volet FEAST variera selon les organisations.

## Préparation à FEAST
Les tests exigent une grande concentration. Les candidats devront faire preuve de résilience et de persévérance. En conséquence, Eurocontrol recommande aux candidats de passer les tests uniquement lorsqu'ils sont en bonne condition physique et mentale. Eurocontrol ne recommande pas de préparation spécifique aux tests ; les candidats peuvent cependant se préparer dans certains domaines généraux :
- Les candidats non anglophones peuvent se préparer en perfectionnant leur connaissance de la langue anglaise.
- Les candidats peuvent se familiariser avec les concepts et la terminologie aéronautiques de base (bien qu'aucune connaissance préalable de l'ATC ne soit requise pour passer les tests FEAST).
- Les candidats peuvent se renseigner sur le contrôle de la circulation aérienne (ATC) et le métier de contrôleur de la circulation aérienne en vue de se familiariser avec les défis et les exigences du métier.

Les tests FEAST sont conçus pour des débutants sans aucune expérience ATC. Les instructions pour les tests sont très détaillées et fournissent toutes les précisions voulues avant le début du test.

## Résultat
Les résultats sont donnés par un entretien direct; on choisit de la réussite de l'aspirant, ou de son échec. En cas d'échec, il est clairement expliqué au candidat qu'il n'est pas accepté afin de lui éviter un échec futur (potentiel) lors de ses études ou lors de la prise de ses fonctions. La limite pour le prochain test est différente. Si on a déjà fait un FEAST test avec succès, Eurocontrol offre un certificat, pour envoyer les résultats à une autre sécurité de la navigation aérienne nationale. La question de savoir si on peut retenter le test n'est pas élucidée de façon homogène, parce que les sécurités de la navigation aérienne nationales ont des opinions divergentes. Les lois d'Eurocontrol proposent 2 ans d'attente. Il faut également se renseigner sur la limite d'âge pour passer ce test qui doit se situer autour des 25 ans.

## Critique
Bien qu'entre-temps quarante-quatre membres pays et organisations d'Eurocontrol utilisent le test FEAST, il y a aussi une critique. Par exemple, il y a deux choses qui ne sont pas vraiment prises en compte par le FEAST test (ou du moins prises en compte vraiment), mais qui sont aussi très importantes pour devenir un contrôleur : le calcul mental et la coordination spatiale. De plus, ce test est intégralement en anglais, ce qui est un désavantage pour les aspirants non anglophones. Le niveau d'anglais est en effet assez élevé2.